# ترسی شگرف از همه‌چیز
ترس شگرف از هرچیزی (انگلیسی: A Fantastic Fear of Everything) یک فیلم بریتانیایی در سبک کمدی ترسناک است که در سال ۲۰۱۲ منتشر شد. از بازیگران آن می‌توان به سایمون پگ و پل فریمن اشاره کرد.

## موضوع فیلم
«جک» نویسنده کتابهای کودکان است. او بعد از تحقیق دربارهٔ یک قاتل سریالی تبدیل به نویسنده کتابهای جنایی می‌شود.